# Heteropterys nitida
Heteropterys nitida là một loài thực vật có hoa trong họ Malpighiaceae. Loài này được DC. mô tả khoa học đầu tiên..